# Sizun
Sizun ist eine französische Gemeinde mit 2334 Einwohnern (Stand 1. Januar 2022) im Département Finistère in der Bretagne. Sie gehört zum Gemeindeverband Communauté de communes du Pays de Landivisiau.

## Bevölkerungsentwicklung
| Jahr                       | 1962 | 1968 | 1975 | 1982 | 1990 | 1999 | 2006 | 2017 |
| Einwohner                  | 2201 | 2025 | 1787 | 1765 | 1728 | 1850 | 2129 | 2265 |
| Quellen: Cassini und INSEE |      |      |      |      |      |      |      |      |

## Bauwerke
Siehe auch: Liste der Monuments historiques in Sizun
Im als Monument historique eingestuften Umfriedeten Pfarrbezirk Saint-Suliau befinden sich einige sehenswerte Bauwerke:
- Der Triumphbogen (1585–1588), von dem anlässlich der 200-Jahr-Feier der Französischen Revolution im Jahr 1989 im Garten der Tuilerien in Paris eine Reproduktion in Originalgröße aufgestellt wurde.
- Die Beinhaus-Kapelle (1585), deren Fassade mit Statuen der 12 Apostel geschmückt ist. Sie beherbergt heute ein Heimatmuseum.
- Die Kirche Saint-Suliau (16., 17. und 18. Jahrhundert) mit ihrem 56 Meter hohen Kirchturm.

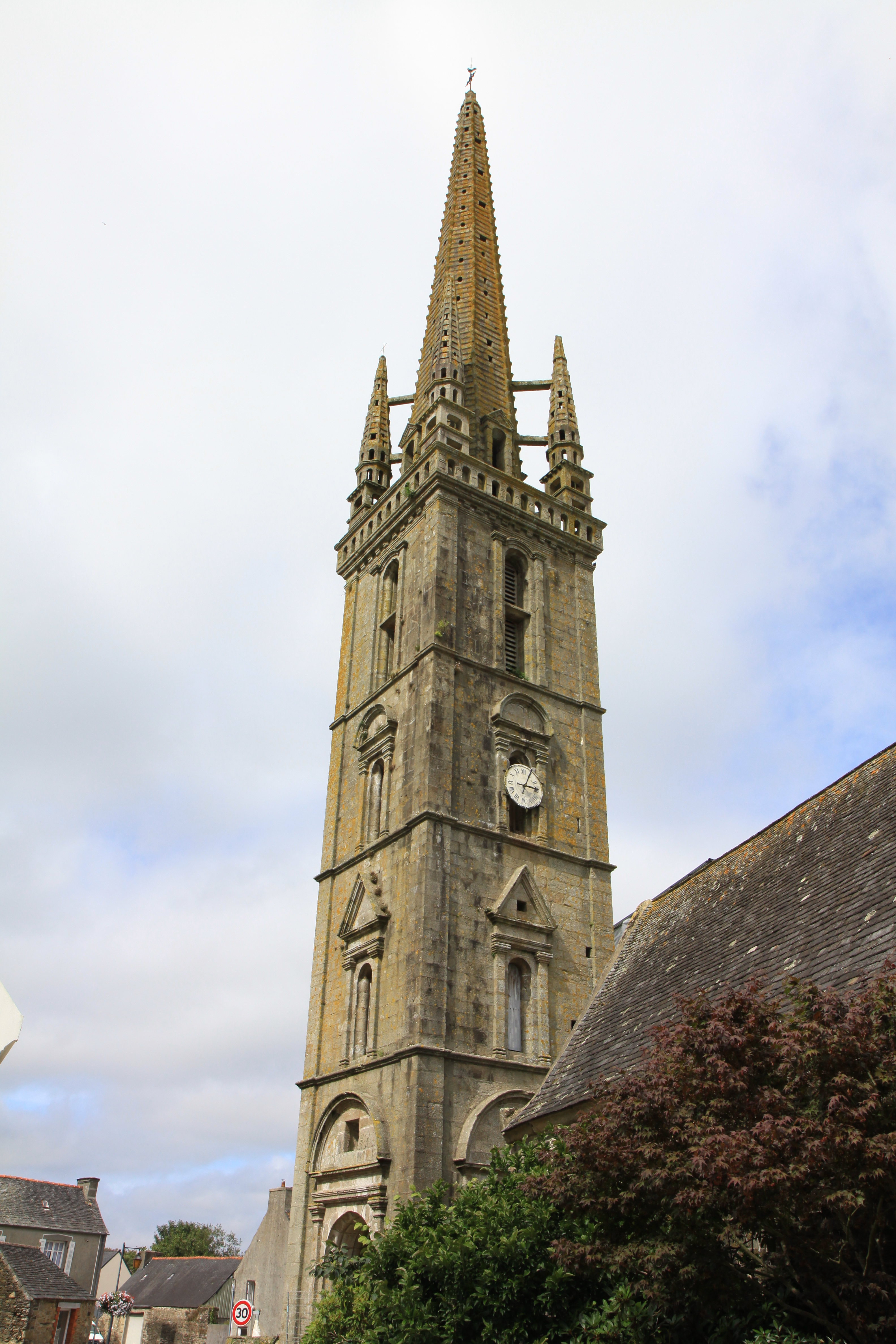
Turm der Pfarrkirche von Sizun
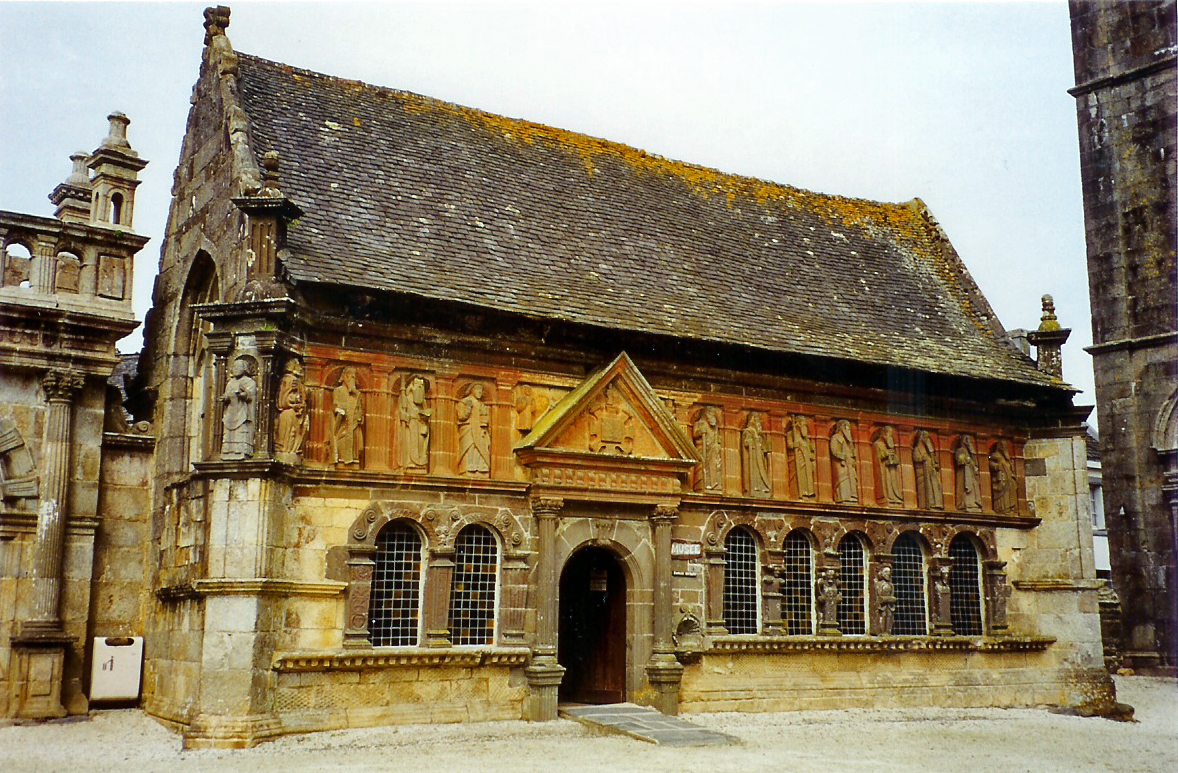
Beinhaus von Sizun